# Alvin Kraenzlein
Alvin Christian Kraenzlein, född 12 december 1876 i Milwaukee i Wisconsin, död 6 januari 1928 i Wilkes-Barre i Pennsylvania, var en amerikansk friidrottare som tävlade i sprint- och häcklöpning samt längdhopp. Han blev den förste utövaren som vann fyra guldmedaljer i ett och samma olympiska spel. 
Kraenzleins idrottsintresse väcktes på allvar då han studerade till tandläkare, först vid University of Wisconsin-Madison, senare vid University of Pennsylvania. Han vann sin första friidrottstitel 1897, när han segrade i 220 yards häck vid Amateur Athletic Union (AAU)-mästerskapet. De följande åren vann han flera mästerskap, totalt fem AAU-titlar i både häcklöpning och i längdhopp. Kraenzlein blev berömd för sin speciella häckpasseringsteknik, då han var den förste som passerade häckarna med det främre benet utsträckt, ett förfarande som senare kom att bli normen inom dessa grenar. Det revolutionerande med denna teknik jämfört med de tidigare använda, var att den gjorde hastighetsreduktionen vid häckpassagen mindre.
1900 förberedde sig Kraenzlein till OS i England, genom att vinna det brittiska mästerskapet på 120 yards häck och i längdhopp. 
Vid spelen i Paris blev Kraenzlein spelens kung, genom att vinna totalt fyra OS-guld; 60 meter, 110 meter häck, 200 meter häck och längdhopp. På 60 meter vann hann både försöksheatet och finalen på tiden 7,0 och besegrade landsmannen John Tewksbury med några få centimeter.
Segern i längdhopp var en anmärkningsvärd prestation, då han slog silvermedaljören, landsmannen och världsrekordhållaren Meyer Prinstein med endast en centimeter. Prinsteins resultat blev uppnått i kvalificeringen, men han deltog ej i finalen, eftersom denna blev arrangerad på en söndag. De två medtävlarna hade ingått ett informellt avtal om att inte tävla på söndagar. När Prinstein fick höra att Kraenzlein trots detta hade tävlat blev han synnerligen förargad. Vissa källor uppger att han därvid fysiskt skall ha slagit Karaezlein, medan det från annat håll hävdas att han blev hållen tillbaka i sista stunden.
Kraenzlein avslutade sin karriär nästa år och var då (inofficiell) världsrekordhållare i inte mindre än sex grenar. Han fullföljde sina studier och arbetade några år som tandläkare innan han blev friidrottstränare. Som detta verkade han vid olika institutioner, bl.a. den amerikanska armén och University of Pennsylvania, fram till sin död (i hjärtsvikt) 1928.